# Mount Shear
Mount Shear ist ein über 4000 m hoher Berg im westantarktischen Ellsworthland. In der Sentinel Range des Ellsworthgebirges ragt er 6,5 km nordwestlich des Mount Tyree auf.
Entdeckt wurde er von der sogenannten Marie Byrd Land Traverse Party, einer Mannschaft vorwiegend zur Erkundung des Marie-Byrd-Lands zwischen 1957 und 1958. Diese benannte den Berg nach dem US-amerikanischen Geographen James Algan Shear (1919–1983), im Jahr 1957 wissenschaftlicher Leiter der Hallett-Station während des Internationalen Geophysikalischen Jahres.